# Festival Eurovisão da Canção 1978
O Festival Eurovisão da Canção 1978 (em inglês: Eurovision Song Contest 1978 e em francês: Concours Eurovision de la chanson 1978) foi o 23º Festival Eurovisão da Canção e realizou-se em 22 de abril de 1978 em Paris. Os apresentadores do festival foram Denise Fabre e Leon Zitrone, a primeira vez que duas pessoas apresentaram o certame e a primeira vez desde 1956 que um homem apresentou o festival. O festival foi ganho por Izhar Cohen & The Alphabeta que representaram Israel, com a canção "A-Ba-Ni-Bi".
Durante a votação, ao se configurar uma vitóriaisraelita, diversos países do Norte da África e do Oriente Médio cortaram de forma abrupta a transmissão. Um dos casos mais conhecidos foi o da televisão da Jordânia, que ao cortar o sinal da transmissão colocou no ar a foto de um ramo de narcisos e em seguida anunciou a vitória da Bélgica (que na verdade foi a segunda colocada). Nos dias seguintes, a imprensa do país se negava a reconhecer a vitória israelense. Esta foi a primeira vez em que se falou do conflito entre palestinos e israelenses no festival.
A Noruega acabou em último lugar pela quinta vez, sendo o primeiro país a receber o enfadonho "null points" no então sistema de votação, mas o intérprete, Jahn Teigen, tornou-se popular no seu país natal por cauda desse feito.

## Local
O Festival Eurovisão da Canção 1978 ocorreu em Paris, em França. Paris é a capital e a mais populosa cidade da França, bem como a capital da região administrativa de Ilha de França. A cidade se situa em um dos meandros do Sena, no centro da bacia parisiense, entre os confluentes do Marne e do Sena rio acima, e do Oise e do Sena rio abaixo. Como a antiga capital de um império estendido pelos cinco continentes, é, hoje, a capital do mundo francófono. A posição de Paris numa encruzilhada entre os itinerários comerciais terrestres e fluviais no coração de uma rica região agrícola a tornou uma das principais cidades da França ao longo do século X, beneficiada com palácios reais, ricas abadias e uma catedral. Ao longo do século XII, Paris se tornou um dos primeiros focos europeus do ensino e da arte. Ao fixarem-se os Reis de França e, pois, também a corte (o que incluía grande parte da alta nobreza francesa), na cidade, sua importância económica e política não cessou de crescer. Assim, no início do sséculo XIV, Paris era a mais importante cidade de todo o mundo ocidental. No século XVII, era a capital da maior potência política europeia; no século XVIII, era o centro cultural da Europa e, no século XIX, era a capital da arte e do lazer, a Meca da Belle Époque. Sua arquitetura, seus parques, suas avenidas e seus museus fazem-na, pelo ano de 2004, a cidade mais visitada do mundo francófono, com cerca de 25 milhões de turistas, aproximadamente 500 000 a mais do que em 2003, segundo a Secretaria de Turismo e de Congressos de Paris. As margens parisienses do Sena foram inscritas, em 1991, na lista do Património Mundial da Organização das Nações Unidas para a Educação, a Ciência e a Cultura. Paris é a capital económica e comercial da França, onde os negócios da Bolsa e das finanças se concentram. A densidade da sua rede ferroviária, rodoviária e da sua estrutura aeroportuária — um hub da rede aérea francesa e europeia — fazem-na um ponto de convergência para os transportes internacionais. Essa situação resultou duma longa evolução, em particular das concepções centralizadoras das monarquias e das repúblicas, que dão um papel considerável à capital do país e, nela, tendem a concentrar, ao extremo, todas as instituições. Desde os anos 1960, os governos sucessivos têm desenvolvido políticas de desconcentração e  de descentralização a fim de reequilibrar o país. Abrigando numerosos monumentos, por seu considerável papel político e económico, Paris é também uma cidade importante na história do mundo. Símbolo da cultura francesa, a cidade atrai quase 30 milhões de visitantes por ano, ocupando, também, um lugar preponderante no mundo da moda e do luxo. Em 2007, a população intramuros (dentro do limite dos antigos muros) de Paris era de 2 193 031 habitantes pelo recenseamento do Instituto Nacional de Estatísticas e Estudos Econômicos. Porém, ao longo do século XX, a área metropolitana de Paris, se desenvolveu largamente fora dos limites da comuna original. A Grande Paris é, com seus 11 836 970 habitantes, uma das maiores aglomerações urbanas da Europa e da União Europeia. Com um PIB de 813 364 milhões de dólares a Região Parisiense é um ator econômico europeu de primeira grandeza, sendo a primeira região econômica europeia.
O festival em si realizou-se no Palais des Congrès, um centro de eventos, espetáculos e convenções localizado na cidade de Paris, França, construído pelo arquiteto Guillaume Gillet e inaugurado em 1974.

## Formato
Nesta edição participaram 20 países,não havendo nenhuma desistência entre a edição do ano anterior e esta.Dois países retornaram ao Festival:a Dinamarca e a Turquia.Esta edição acabou entrando para a história da Eurovisão como o festival com maior número de países participantes até então. Pela primeira vez este festival foi apresentado por um duo, cabendo assim a Denise Fabré e a Léon Zitrone a apresentação deste certame.
O sueco Björn Skifs estava insatisfeito com a regra de que todos os países teriam que interpretar as suas canções na sua língua oficial. Ele planejava cantar em inglês de qualquer maneira, mas mudou de ideia no último momento, fazendo com que ele se esquecesse da letra. Por isso, ele murmurou as primeiras linhas antes de encontrar as palavras novamente.
Pela primeira vez, Grécia e Turquia participaram na mesma edição, desde a Invasão turca de Chipre de 1974. Em 1975, com a estreia da Turquia, a Grécia desistira em protesto, acontecendo o mesmo com a Turquia em 1976 e 1977.
Juntamente com os 20 países participantes, o certame também foi transmitido ao vivo na então Jugoslávia, Tunísia, Argélia, Marrocos, Jordânia, Alemanha Oriental, Polónia, Hungria, Checoslováquia, Dubai, Hong Kong, União Soviética e Japão.

## Visual
O vídeo introdutório mostrou pontos turísticos de Paris. Uma imagem final do Arco do Triunfo incluía uma visão da orquestra e do palco.
A orquestra, dirigida por François Rauber, estava localizada na parte de trás do palco, numa estrutura móvel de branco, em forma de barco, simbolizando o brasão de armas de Paris. Esta foi a única vez na história da competição em que a orquestra se movimentou durante a transmissão, a estrutura girando sobre si mesma no início de cada apresentação. O palco apresentava um pódio principal composto de três níveis de lajes brancas emolduradas por duas bordas negras. As lajes eram iluminadas por dentro. Um segundo pódio circular, redondo e de cor preta, ficava à direita do primeiro. Foi destinado para os coristas. A decoração apresentava em primeiro plano dois arcos assimétricos, encontrando-se acima do pódio principal e sustentando uma gigantesca bola de espelhos. A parte superior das asas desses arcos foi decorada com asas brancas. O fundo do palco, de cor neutra, foi enquadrado por três pilares verticais, quatro barras horizontais e duas formas côncavas. Todo o palco foi iluminado com tons de rosa, vermelho e azul. Finalmente, à esquerda do palco estava a área dos apresentadores e à direita o quadro de votação e a mesa do supervisor.
Os apresentadores foram Denise Fabre e Léon Zitrone, que falaram aos espectadores em francês e inglês. Pela primeira vez, duas pessoas apresentaram o certame e a primeira vez desde 1956 um homem apresentou o festival.
Pela primeira vez, cartões postais foram filmados ao vivo. Eles mostraram a entrada dos artistas. Eles usaram um corredor, em seguida, um elevador que os levou ao palco. Lá, eles saudaram os participantes anteriores. A câmera também filmou várias cenas do público, incluindo Jane Birkin e Serge Gainsbourg.
O intervalo foi ocupado por um video de tributo para o violinista Stéphane Grappelli, por ocasião do seu aniversário. Na primeira parte, Grappelli tocou no violino uma peça de jazz instrumental intitulada "My Heart Stood Still". Ele foi acompanhado ao piano por Oscar Peterson, na bateria de Kenny Clarke e no baixo por Niels-Henning Ørsted Pedersen. Na segunda parte, tocou no violino uma peça clássica chamada "Pick Yourself Up"". Ele foi acompanhado no violino por Yehudi Menuhin.

## Votação
Cada país tinha um júri composto por 11 elementos, que atribuiu 12, 10, 8, 7, 6, 5, 4, 3, 2, 1 pontos às dez canções mais votadas.
O supervisor executivo da EBU foi, pela primeira vez, Frank Naef.
Durante a votação, a câmera fez vários close-ups dos artistas. Em particular, Carole Vinci, Joël Prévost, Jean Vallée e Izhar Cohen & the Alphabeta apareceram.
Pela primeira vez, um país (neste caso, Israel) recebeu cinco pontuações máximas consecutivas, um recorde para a época, apenas igualado em 1997 (Reino Unido) e 2012 (Suécia).

## Participações

Países participantes

| País          | Título original da Canção              | Artista                     | Processo                                                | Data da Selecção        |
| País          | Tradução em Português                  | Idiomas de Interpretação    | Processo                                                | Data da Selecção        |
| ------------- | -------------------------------------- | --------------------------- | ------------------------------------------------------- | ----------------------- |
| Alemanha      | "Feuer"                                | Ireen Sheer                 | Deutsche Vorentscheidung 1978                           | 20 de fevereiro de 1978 |
| Alemanha      | Fogo                                   | Alemão                      | Deutsche Vorentscheidung 1978                           | 20 de fevereiro de 1978 |
| Áustria       | "Mrs. Caroline Robinson"               | Springtime                  | Seleção Interna                                         | -                       |
| Áustria       | Sra Caroline Robinson                  | Alemãob                     | Seleção Interna                                         | -                       |
| Bélgica       | "L'amour ça fait chanter la vie"       | Jean Vallée                 | Avant-Première Eurovision 1978                          | 8 de fevereiro de 1978  |
| Bélgica       | O amor faz cantar a vida               | Francês                     | Avant-Première Eurovision 1978                          | 8 de fevereiro de 1978  |
| Dinamarca     | "Boom Boom"                            | Mabel                       | Dansk Melodi Grand-Prix 1978                            | 25 de fevereiro de 1978 |
| Dinamarca     | Boom Boom                              | Dinamarquês                 | Dansk Melodi Grand-Prix 1978                            | 25 de fevereiro de 1978 |
| Espanha       | "Bailemos un vals"                     | José Vélez                  | Seleção Interna                                         | -                       |
| Espanha       | Vamos dançar uma valsa                 | Castelhanoa                 | Seleção Interna                                         | -                       |
| Finlândia     | "Anna rakkaudelle tialisuus"           | Seija Simola                | Euroviisut 1978                                         | 11 de fevereiro de 1978 |
| Finlândia     | Dá uma oportunidade ao amor            | Finlandês                   | Euroviisut 1978                                         | 11 de fevereiro de 1978 |
| França        | "Il y aura toujours des violons"       | Jöel Prevost                | Concours de la Chanson Française pour l'Eurovision 1978 | 26 de março de 1978     |
| França        | Haverá sempre violinos                 | Francês                     | Concours de la Chanson Française pour l'Eurovision 1978 | 26 de março de 1978     |
| Grécia        | "Charlie Chaplin" (Τσάρλυ Τσάπλιν)     | Tania Tsanaklidou           | Seleção interna                                         | -                       |
| Grécia        | Charlie Chaplin                        | Grego                       | Seleção interna                                         | -                       |
| Irlanda       | "Born to Sing"                         | Colm C. T. Wilkinson        | Irish Final 1978                                        | 5 de março de 1978      |
| Irlanda       | Nascido para cantar                    | Inglês                      | Irish Final 1978                                        | 5 de março de 1978      |
| Israel        | "A-Ba-Ni-Bi" (א-ב-ני-בי)               | Izhar Cohen & the Alphabeta | Festival Ha'zemer Ve Ha'pizmon 1978                     | 11 de fevereiro de 1978 |
| Israel        | Amo-te                                 | Hebreu                      | Festival Ha'zemer Ve Ha'pizmon 1978                     | 11 de fevereiro de 1978 |
| Itália        | "Questo amore"                         | Ricchi e Poveri             | Seleção interna                                         | -                       |
| Itália        | Este amor                              | Italiano                    | Seleção interna                                         | -                       |
| Luxemburgo    | "Parlez-vous français?"                | Baccara                     | Finale luxembourgeoise 1978                             | -                       |
| Luxemburgo    | Fala Francês?                          | Francês                     | Finale luxembourgeoise 1978                             | -                       |
| Mónaco        | "Les jardins de Monaco"                | Caline & Olivier Toussaint  | Seleção interna                                         | -                       |
| Mónaco        | Os jardins de Mónaco                   | Francês                     | Seleção interna                                         | -                       |
| Noruega       | "Mil etter mil"                        | Jahn Teigen                 | Melodi Grand Prix 1978                                  | 18 de março de 1978     |
| Noruega       | Milha após milha                       | Norueguês                   | Melodi Grand Prix 1978                                  | 18 de março de 1978     |
| Países Baixos | "'t Is OK"                             | Harmony                     | Nationaal Songfestival 1978                             | 22 de fevereiro de 1978 |
| Países Baixos | Está bem                               | Holandês                    | Nationaal Songfestival 1978                             | 22 de fevereiro de 1978 |
| Portugal      | "Dai-li-dou"                           | Gemini                      | Uma canção portuguesa 1978                              | 18 de fevereiro de 1978 |
| Portugal      | Dai-li-dou                             | Português                   | Uma canção portuguesa 1978                              | 18 de fevereiro de 1978 |
| Reino Unido   | "The bad old days"                     | Co-Co                       | A song for Europe 1978                                  | 31 de março de 1978     |
| Reino Unido   | Os maus velhos tempos                  | Inglês                      | A song for Europe 1978                                  | 31 de março de 1978     |
| Suécia        | "Det blir alltid värre framåt natten"  | Björn Skifs                 | Melodifestivalen 1978                                   | 11 de fevereiro de 1978 |
| Suécia        | Isso torna-se sempre pior ao anoitecer | Sueco                       | Melodifestivalen 1978                                   | 11 de fevereiro de 1978 |
| Suíça         | "Vivre"                                | Carole Vinci                | Schweizer Vorentscheid 1978                             | 18 de janeiro de 1978   |
| Suíça         | Viver                                  | Francês                     | Schweizer Vorentscheid 1978                             | 18 de janeiro de 1978   |
| Turquia       | "Sevince"                              | Nilüfer e Nazar             | Eurovision Şarkı Yarışması Türkiye Finali 1978          | 5 de fevereiro de 1978  |
| Turquia       | Quando eu amo                          | Turco                       | Eurovision Şarkı Yarışması Türkiye Finali 1978          | 5 de fevereiro de 1978  |

## Festival
| #   | País          | Idioma      | Artista                     | Canção                                | Lugar | Pontuação |
| --- | ------------- | ----------- | --------------------------- | ------------------------------------- | ----- | --------- |
| 1º  | Irlanda       | Inglês      | Colm C. T. Wilkinson        | "Born to Sing"                        | 5º    | 86        |
| 2º  | Noruega       | Norueguês   | Jahn Teigen                 | "Mil etter mil"                       | 20º   | 0         |
| 3º  | Itália        | Italiano    | Ricchi e Poveri             | "Questo amore"                        | 12º   | 53        |
| 4º  | Finlândia     | Finlandês   | Seija Simola                | "Anna rakkaudelle tialisuus"          | 18º   | 2         |
| 5º  | Portugal      | Português   | Gemini                      | "Dai-li-dou"                          | 17º   | 5         |
| 6º  | França        | Francês     | Jöel Prevost                | "Il y aura toujours des violons"      | 3º    | 119       |
| 7º  | Espanha       | Castelhanoa | José Vélez                  | "Bailemos un vals"                    | 9º    | 65        |
| 8º  | Reino Unido   | Inglês      | Co-Co                       | "The bad old days"                    | 11º   | 61        |
| 9º  | Suíça         | Francês     | Carole Vinci                | "Vivre"                               | 9º    | 65        |
| 10º | Bélgica       | Francês     | Jean Vallée                 | "L'amour ça fait chanter la vie"      | 2º    | 125       |
| 11º | Países Baixos | Holandês    | Harmony                     | "'t Is OK"                            | 13º   | 37        |
| 12º | Turquia       | Turco       | Nilüfer e Nazar             | "Sevince"                             | 18º   | 2         |
| 13º | Alemanha      | Alemão      | Ireen Sheer                 | "Feuer"                               | 6º    | 84        |
| 14º | Mónaco        | Francês     | Caline & Olivier Toussaint  | "Les jardins de Monaco"               | 4º    | 107       |
| 15º | Grécia        | Grego       | Tania Tsanaklidou           | "Charlie Chaplin" (Τσάρλυ Τσάπλιν)    | 8º    | 66        |
| 16º | Dinamarca     | Dinamarquês | Mabel                       | "Boom Boom"                           | 16º   | 13        |
| 17º | Luxemburgo    | Francês     | Baccara                     | "Parlez-vous français?"               | 7º    | 73        |
| 18º | Israel        | Hebraico    | Izhar Cohen & the Alphabeta | "A-Ba-Ni-Bi" (א-ב-ני-בי)              | 1º    | 157       |
| 19º | Áustria       | Alemãob     | Springtime                  | "Mrs. Caroline Robinson"              | 15º   | 14        |
| 20º | Suécia        | Sueco       | Björn Skifs                 | "Det blir alltid värre framåt natten" | 14º   | 26        |

Notas:
a. ↑ Contém versos em Francês.
b. ↑ Contém versos em Inglês.

### Resultados
A ordem de votação no Festival Eurovisão da Canção 1978, foi a seguinte:

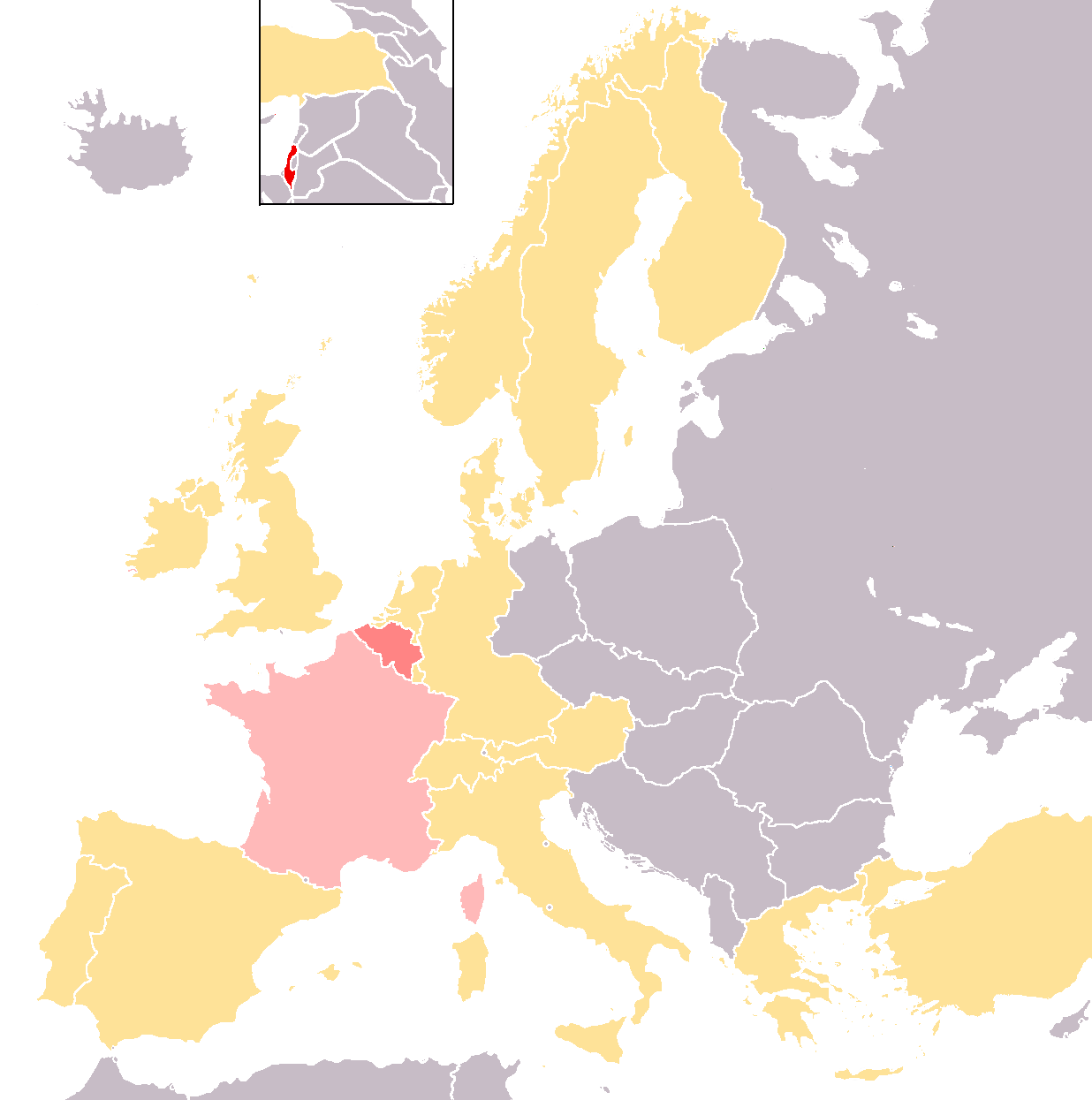
Vencedor
2º classificado
3º classificado

| Países Votantes | Países Pontuados     | Países Pontuados | Países Pontuados | Países Pontuados | Países Pontuados | Países Pontuados | Países Pontuados | Países Pontuados | Países Pontuados | Países Pontuados | Países Pontuados | Países Pontuados | Países Pontuados | Países Pontuados | Países Pontuados | Países Pontuados | Países Pontuados | Países Pontuados | Países Pontuados | Países Pontuados |
| --------------- | -------------------- | ---------------- | ---------------- | ---------------- | ---------------- | ---------------- | ---------------- | ---------------- | ---------------- | ---------------- | ---------------- | ---------------- | ---------------- | ---------------- | ---------------- | ---------------- | ---------------- | ---------------- | ---------------- | ---------------- |
| Países Votantes | República da Irlanda | Noruega          | Itália           | Finlândia        | Portugal         | França           | Espanha          | Reino Unido      | Suíça            | Bélgica          | Países Baixos    | Turquia          | Alemanha         | Mónaco           | Grécia           | Dinamarca        | Luxemburgo       | Israel           | Áustria          | Suécia           |
| Irlanda         |                      |                  | 10               |                  |                  | 6                |                  | 3                |                  | 12               |                  |                  | 1                | 4                | 7                |                  | 2                | 8                |                  | 5                |
| Noruega         | 12                   |                  | 6                | 2                |                  | 3                |                  |                  | 5                | 7                |                  | 1                |                  | 4                |                  |                  |                  | 8                |                  | 10               |
| Itália          |                      |                  |                  |                  | 4                | 10               |                  |                  | 1                | 6                | 5                |                  | 3                | 7                | 2                |                  | 12               | 8                |                  |                  |
| Finlândia       | 3                    |                  |                  |                  |                  | 2                | 7                |                  | 1                | 6                |                  |                  | 12               | 8                | 5                |                  |                  | 10               |                  | 4                |
| Portugal        |                      |                  | 1                |                  |                  | 2                |                  | 6                |                  | 4                |                  |                  | 7                | 5                | 8                |                  | 12               | 10               | 3                |                  |
| França          | 5                    |                  | 4                |                  |                  |                  |                  | 2                | 7                | 12               |                  |                  |                  | 1                | 10               | 6                |                  | 8                |                  | 3                |
| Espanha         |                      |                  | 8                |                  | 1                | 5                |                  | 3                | 4                | 2                |                  |                  | 10               |                  | 7                |                  | 12               | 6                |                  |                  |
| Reino Unido     |                      |                  | 6                |                  |                  | 8                |                  |                  | 2                | 12               | 3                | 1                |                  | 10               |                  |                  | 7                | 5                |                  | 4                |
| Suíça           | 7                    |                  | 1                |                  |                  | 6                | 8                | 2                |                  | 10               |                  |                  | 3                | 5                | 4                |                  |                  | 12               |                  |                  |
| Bélgica         | 10                   |                  | 1                |                  |                  | 8                | 2                | 4                | 7                |                  |                  |                  | 5                | 6                |                  |                  | 3                | 12               |                  |                  |
| Países Baixos   |                      |                  |                  |                  |                  | 6                | 4                | 2                | 8                | 5                |                  |                  | 7                | 10               |                  | 1                | 3                | 12               |                  |                  |
| Turquia         | 10                   |                  | 1                |                  |                  | 4                | 7                | 6                |                  |                  |                  |                  | 8                | 5                |                  |                  | 2                | 12               | 3                |                  |
| Alemanha        | 5                    |                  | 2                |                  |                  | 10               |                  | 8                | 6                | 3                | 4                |                  |                  | 7                |                  |                  |                  | 12               | 1                |                  |
| Mónaco          |                      |                  | 8                |                  |                  | 5                | 4                | 7                | 2                | 12               | 1                |                  | 10               |                  |                  |                  | 6                | 3                |                  |                  |
| Grécia          | 10                   |                  | 2                |                  |                  | 8                | 6                | 3                |                  | 12               |                  |                  | 7                | 4                |                  |                  | 1                | 5                |                  |                  |
| Dinamarca       |                      |                  |                  |                  |                  | 8                | 12               |                  | 3                |                  | 5                |                  | 1                | 10               | 4                |                  | 7                | 6                | 2                |                  |
| Luxemburgo      | 10                   |                  | 3                |                  |                  | 1                | 2                | 5                | 8                | 7                | 6                |                  |                  |                  | 4                |                  |                  | 12               |                  |                  |
| Israel          |                      |                  |                  |                  |                  | 5                | 6                | 2                | 1                | 7                | 12               |                  | 3                | 8                | 10               | 4                |                  |                  |                  |                  |
| Áustria         | 6                    |                  |                  |                  |                  | 12               | 7                | 5                | 10               | 4                |                  |                  |                  | 1                | 3                | 2                |                  | 8                |                  |                  |
| Suécia          | 8                    |                  |                  |                  |                  | 10               |                  | 3                |                  | 4                | 1                |                  | 7                | 12               | 2                |                  | 6                |                  | 5                |                  |
| Total           | 86                   | 0                | 53               | 2                | 5                | 119              | 65               | 61               | 65               | 125              | 37               | 2                | 84               | 107              | 66               | 13               | 73               | 157              | 14               | 26               |
| Lugar           | 5º                   | 20º              | 12º              | 18º              | 17º              | 3º               | 9º               | 11º              | 9º               | 2º               | 13º              | 18º              | 6º               | 4º               | 8º               | 16º              | 7º               | 1º               | 15º              | 14º              |
| Países Votantes | República da Irlanda | Noruega          | Itália           | Finlândia        | Portugal         | França           | Espanha          | Reino Unido      | Suíça            | Bélgica          | Países Baixos    | Turquia          | Alemanha         | Mónaco           | Grécia           | Dinamarca        | Luxemburgo       | Israel           | Áustria          | Suécia           |
| Países Votantes | Países Pontuados     |                  |                  |                  |                  |                  |                  |                  |                  |                  |                  |                  |                  |                  |                  |                  |                  |                  |                  |                  |

| Países Votantes | Países Pontuados     | Países Pontuados | Países Pontuados | Países Pontuados | Países Pontuados | Países Pontuados | Países Pontuados | Países Pontuados | Países Pontuados | Países Pontuados | Países Pontuados | Países Pontuados | Países Pontuados | Países Pontuados | Países Pontuados | Países Pontuados | Países Pontuados | Países Pontuados | Países Pontuados | Países Pontuados |
| --------------- | -------------------- | ---------------- | ---------------- | ---------------- | ---------------- | ---------------- | ---------------- | ---------------- | ---------------- | ---------------- | ---------------- | ---------------- | ---------------- | ---------------- | ---------------- | ---------------- | ---------------- | ---------------- | ---------------- | ---------------- |
| Países Votantes | República da Irlanda | Noruega          | Itália           | Finlândia        | Portugal         | França           | Espanha          | Reino Unido      | Suíça            | Bélgica          | Países Baixos    | Turquia          | Alemanha         | Mónaco           | Grécia           | Dinamarca        | Luxemburgo       | Israel           | Áustria          | Suécia           |
| Irlanda         | 0                    | 0                | 10               | 0                | 0                | 6                | 0                | 3                | 0                | 12               | 0                | 0                | 1                | 4                | 7                | 0                | 2                | 8                | 0                | 5                |
| Noruega         | 12                   | 0                | 16               | 2                | 0                | 9                | 0                | 3                | 5                | 19               | 0                | 1                | 1                | 8                | 7                | 0                | 2                | 16               | 0                | 15               |
| Itália          | 12                   | 0                | 16               | 2                | 4                | 19               | 0                | 3                | 6                | 25               | 5                | 1                | 4                | 15               | 9                | 0                | 14               | 24               | 0                | 15               |
| Finlândia       | 15                   | 0                | 16               | 2                | 4                | 21               | 7                | 3                | 7                | 31               | 5                | 1                | 16               | 23               | 14               | 0                | 14               | 34               | 0                | 19               |
| Portugal        | 15                   | 0                | 17               | 2                | 4                | 23               | 7                | 9                | 7                | 35               | 5                | 1                | 23               | 28               | 22               | 0                | 26               | 44               | 3                | 19               |
| França          | 20                   | 0                | 21               | 2                | 4                | 23               | 7                | 11               | 14               | 47               | 5                | 1                | 23               | 29               | 32               | 6                | 26               | 52               | 3                | 22               |
| Espanha         | 20                   | 0                | 29               | 2                | 5                | 28               | 7                | 14               | 18               | 49               | 5                | 1                | 33               | 29               | 39               | 6                | 38               | 58               | 3                | 22               |
| Reino Unido     | 20                   | 0                | 35               | 2                | 5                | 36               | 7                | 14               | 20               | 61               | 8                | 2                | 33               | 39               | 39               | 6                | 45               | 63               | 3                | 26               |
| Suíça           | 27                   | 0                | 36               | 2                | 5                | 42               | 15               | 16               | 20               | 71               | 8                | 2                | 36               | 44               | 43               | 6                | 45               | 75               | 3                | 26               |
| Bélgica         | 37                   | 0                | 37               | 2                | 5                | 50               | 17               | 20               | 27               | 71               | 8                | 2                | 41               | 50               | 43               | 6                | 48               | 87               | 3                | 26               |
| Países Baixos   | 37                   | 0                | 37               | 2                | 5                | 56               | 21               | 22               | 35               | 76               | 8                | 2                | 48               | 60               | 43               | 7                | 51               | 99               | 3                | 26               |
| Turquia         | 47                   | 0                | 38               | 2                | 5                | 60               | 28               | 28               | 35               | 76               | 8                | 2                | 56               | 65               | 43               | 7                | 53               | 111              | 6                | 26               |
| Alemanha        | 52                   | 0                | 40               | 2                | 5                | 70               | 28               | 36               | 41               | 79               | 12               | 2                | 56               | 72               | 43               | 7                | 53               | 123              | 7                | 26               |
| Mónaco          | 52                   | 0                | 48               | 2                | 5                | 75               | 32               | 43               | 43               | 91               | 13               | 2                | 66               | 72               | 43               | 7                | 59               | 126              | 7                | 26               |
| Grécia          | 62                   | 0                | 50               | 2                | 5                | 83               | 38               | 46               | 43               | 103              | 12               | 2                | 73               | 76               | 43               | 7                | 60               | 131              | 7                | 26               |
| Dinamarca       | 62                   | 0                | 50               | 2                | 5                | 91               | 50               | 46               | 46               | 103              | 18               | 2                | 74               | 86               | 47               | 7                | 67               | 137              | 9                | 26               |
| Luxemburgo      | 72                   | 0                | 53               | 2                | 5                | 92               | 52               | 51               | 54               | 110              | 24               | 2                | 74               | 86               | 51               | 7                | 67               | 149              | 9                | 26               |
| Israel          | 72                   | 0                | 53               | 2                | 5                | 97               | 58               | 53               | 55               | 117              | 36               | 2                | 77               | 94               | 61               | 11               | 67               | 149              | 9                | 26               |
| Áustria         | 78                   | 0                | 53               | 2                | 5                | 109              | 65               | 58               | 65               | 121              | 36               | 2                | 77               | 95               | 64               | 13               | 67               | 157              | 9                | 26               |
| Suécia          | 86                   | 0                | 53               | 2                | 5                | 119              | 65               | 61               | 65               | 125              | 37               | 2                | 84               | 107              | 66               | 13               | 73               | 157              | 14               | 26               |
| Lugar           | 5º                   | 20º              | 12º              | 18º              | 17º              | 3º               | 9º               | 11º              | 9º               | 2º               | 13º              | 18º              | 6º               | 4º               | 8º               | 16º              | 7º               | 1º               | 15º              | 14º              |
| Países Votantes | República da Irlanda | Noruega          | Itália           | Finlândia        | Portugal         | França           | Espanha          | Reino Unido      | Suíça            | Bélgica          | Países Baixos    | Turquia          | Alemanha         | Mónaco           | Grécia           | Dinamarca        | Luxemburgo       | Israel           | Áustria          | Suécia           |
| Países Votantes | Países Pontuados     |                  |                  |                  |                  |                  |                  |                  |                  |                  |                  |                  |                  |                  |                  |                  |                  |                  |                  |                  |

#### 12 pontos
Os países que receberam 12 pontos foram os seguintes:
| # | Países Pontuados | Países Votantes                                              |
| - | ---------------- | ------------------------------------------------------------ |
| 6 | Israel           | Alemanha, Bélgica, Luxemburgo, Países Baixos, Suíça, Turquia |
| 5 | Bélgica          | França, Grécia, Irlanda, Mónaco, Reino Unido                 |
| 3 | Luxemburgo       | Itália, Espanha, Portugal                                    |
| 1 | Alemanha         | Finlândia                                                    |
| 1 | Espanha          | Dinamarca                                                    |
| 1 | França           | Áustria                                                      |
| 1 | Irlanda          | Noruega                                                      |
| 1 | Mónaco           | Suécia                                                       |
| 1 | Países Baixos    | Israel                                                       |

### Maestros
Em baixo encontra-se a lista de maestros que conduziram a orquestra, na respectiva actuação de cada país concorrente. 
| País              | Maestro              |
| ----------------- | -------------------- |
| Irlanda           | Noel Kelehan         |
| Noruega           | Carsten Klouman      |
| Itália            | Nicola Samale        |
| Finlândia         | Ossi Runne           |
| Portugal          | Thilo Krasmann       |
| França            | Alain Goraguer       |
| Espanha           | Ramón Arcusa         |
| Reino Unido       | Alyn Ainsworth       |
| Suíça             | Daniel Janin         |
| Bélgica           | Jean Musy            |
| Países Baixos     | Harry van Hoof       |
| Turquia           | Onno Tunç            |
| Alemanha          | Jean Frankfurter     |
| Mónaco            | Yvon Rioland         |
| Grécia            | Haris Andreadis      |
| Dinamarca         | Helmer Olesen        |
| Luxemburgo        | Rolf Soja            |
| Israel            | Nurit Hirsh          |
| Áustria           | Richard Österreicher |
| Suécia            | Bengt Palmers        |
| Maestro anfitrião | François Rauber      |

## Artistas repetentes
Em 1978, os repetentes foram:
| País (1978) | Foto | Artista                            | Ano Anterior                         | País Representado | Canção               | Tradução           | Pontuação | Classificação |
| ----------- | ---- | ---------------------------------- | ------------------------------------ | ----------------- | -------------------- | ------------------ | --------- | ------------- |
| Bélgica     |      | Jean Vallée                        | ESC 1970                             | Bélgica           | "Viens l'oublier"    | Vem, esquecê-lo    | 5         | 8º            |
| Áustria     |      | Norbert Niedermeyer (como corista) | ESC 1972 (como parte dos Milestones) | Áustria           | "Falter im Wind"     | Borboleta no Vento | 100       | 5º            |
| Luxemburgo  |      | Ireen Sheer                        | ESC 1974                             | Luxemburgo        | "Bye Bye I Love You" | Adeus Adeus Amo-te | 14        | 4º            |